# آلتينوفا
آلتينوفا هي مدينة ومنطقة تابعة لمحافظة يالوفا في شرق منطقة مرمرة في تركيا . العمدة هو متين أورال "Metin Oral" (من حزب العدالة والتنمية).